# 5841 Stone
5841 Stone este o planetă minoră (asteroid), cu un diametru de 2,217 km, din centura de asteroizi. A fost descoperită pe 19 septembrie 1982 la Observatorul Palomar de Eleanor F. Helin și a fost numită după Edward C. Stone⁠(d). 
Obiectul prezintă o orbită caracterizată de o semiaxă mare de 1,9260941 UAi, o excentricitate de 0,1, o înclinație de 20,09104 ° în raport cu ecliptica.